# Joe Falcon
Joe Falcon, de son nom complet Joseph Falcon (né le 28 septembre 1900, mort le 19 novembre 1965) était un joueur d'accordéon cadien du sud-ouest de la Louisiane. Il est connu pour avoir, avec son épouse Cleoma Breaux, réalisé le premier enregistrement d'une chanson cadienne intitulée Allons à Lafayette le 27 avril 1928 à La Nouvelle-Orléans, avec La valse qui m'a porté en terre (face B du disque).

## Biographie
Joseph Falcon était le cinquième enfant de Pierre Illaire Falcon et Marie Arvilia Boudreaux, des fermiers. Il est né dans une petite communauté au nord de Rayne en Louisiane. Il a commencé à jouer de l'accordéon à l'âge de sept ans.
Sa carrière en tant que musicien professionnel a commencé quelques années après au Fais Do-Do Hall de Rayne, où il remplace au pied levé un orchestre professionnel qui ne s'est pas présenté.
Jeune homme, Joe était ami avec l'accordéoniste Amédée Breaux. Sa sœur, Cléoma Breaux, guitariste douée et chanteuse, était son accompagnatrice. Ils se sont mariés après le début de leur carrière d'enregistrement. Le 27 avril 1928, ils réalisent ensemble avec Allons à Lafayette le premier enregistrement de musique cadienne. Le titre fait sensation à sa sortie, avec des ventes très importantes en Louisiane et dans l'Est du Texas où vivent de nombreux Cadiens. Joe et Cleoma ont tenu le premier rôle dans la promotion de la musique cadienne, jouant dans les salles de danse en Louisiane et au Texas voisin. Ce succès permet à Joe Falcone peut quitter son travail à la ferme pour devenir musicien professionnel. Il vit de concerts donnés dans le pays cadien et l'Est du Texas, et d'autres enregistrements pour Columbia, Decca, Nluebird et Okeh Records.
Après une traversée du désert provoquée par la Grande Dépression, le couple a repris sa carrière en 1934, enregistrant à New York, puis à La Nouvelle-Orléans en 1936 et à San Antonio en 1937. Cleoma est morte soudainement le 9 avril 1941, mais Joe a continué à jouer avec le Joe Falcon and His Silver Bell String Band. Il s'est remarié avec Theresa Meaux.
En dépit de ce succès, la carrière de Joe déclina vers la fin des années 1930 avec la popularité croissante des groupes de country & western. Sa musique basée sur l'accordéon devient démodée avec l'avènement du fiddle. Vexé, il refuse de continuer à publier sa musique, réalisant son dernier enregistrement en studio en 1937. Il a continué à jouer dans les années 1960 mais a refusé de faire de nouveaux disques.
Allons à Lafayette reste l'une des chansons de musique cadienne les plus populaires.
Ses enregistrements en studio, la plupart du temps avec Cleoma Breaux, sont disponibles sur des compilations CD : Cajun Dance Party : Fais Do-Do et Cajun Vol. 1 : Abbeville Breakdown. Un CD live, Joe Falcon : Cajun Music Pioneer, a été enregistré au Triangle Club à Scott en 1963, document unique réalisé longtemps après que Falcone avait cessé tout enregistrement.